# Trainer (Pensilvânia)
Trainer é um distrito localizado no estado norte-americano de Pensilvânia, no Condado de Delaware.

## Demografia
Segundo o censo norte-americano de 2000, a sua população era de 1901 habitantes.
Em 2006, foi estimada uma população de 1853, um decréscimo de 48 (-2.5%).

## Geografia
De acordo com o United States Census Bureau tem uma área de
3,4 km², dos quais 2,7 km² cobertos por terra e 0,7 km² cobertos por água.

## Localidades na vizinhança
O diagrama seguinte representa as localidades num raio de 4 km ao redor de Trainer.